# Третников, Евгений Иванович
Евгений Иванович Третников (23 февраля 1919, Казань — 1992) — советский гребец. Участник летних Олимпийских игр 1952 года.

## Биография
Евгений Третников родился 23 февраля 1919 года в Казани.
Окончил Ленинградский кораблестроительный институт. Работал в Северном проектно-конструкторском бюро, был главным конструктором проекта.
С июля 1941 года участвовал в Великой Отечественной войне. Служил рядовым 320-го стрелкового полка 11-й стрелковой дивизии, старшим инженером-лейтенантом. Участвовал в обороне Ленинграда и Эстонской ССР. 21 ноября 1941 года был демобилизован.
Награждён орденами Красной Звезды (16 июня 1976) и Отечественной войны I степени (6 ноября 1985), медалью «За оборону Ленинграда».
Выступал в соревнованиях по академической гребле за «Красное знамя» из Ленинграда. Трижды становился чемпионом СССР: в 1950 и 1951 годах в составе восьмёрки, в 1952 году — в составе четвёрки с распашным.
В 1952 году вошёл в состав сборной СССР на летних Олимпийских играх в Хельсинки. В соревнованиях четвёрок с распашным команда СССР, за которую также выступали Кирилл Путырский, Георгий Глущенко, Борис Фёдоров и Борис Бречко, заняла 2-е место в четвертьфинале с результатом 7 минут 19,9 секунды. В полуфинале советские гребцы заняли последнее, 4-е место с результатом 7.11,6, уступив 13,1 секунды попавшей в финал с 1-го места сборной Чехословакии. В заезде надежды сборная СССР заняла 2-е место, уступив Финляндии путёвку в финал.
Мастер спорта СССР (1950).
Умер в 1992 году.